# Convento de los Jacobinos (calle Saint-Honoré)
El Convento de la Anunciación o Convento de los Jacobinos de la calle Saint-Honoré era un convento de dominicos situado en la calle Saint-Honoré de París. Actualmente, en su ubicación se encuentra la Place du Marché-Saint-Honoré (Plaza del Mercado San Honorato).

## Historia
El convento de la Anunciación fue fundado en 1611 por el padre Sébastien Michaëlis, que acababa de reformar la provincia dominica de Toulouse, convertida en la Congregación Occitana Reformada. A pesar de la oposición del capítulo general de la orden a sus criterios, obtiene el permiso de Luis XIII de Francia y de la regente María de Médici para fundar un nuevo convento en París.
Gracias al sostén activo del obispo de París, Henri de Gondi, que dona cincuenta mil libras, los jacobinos reformados pueden construir su nuevo convento. En 1613 se funda la biblioteca, y en 1787 se le asignan 32 000 impresos y 132 manuscritos. Esta biblioteca se contaba entre las más bellas de París.
Tras la supresión del convento en 1790, se confisca la biblioteca y los libros se guardan en el almacén del convento de los capuchinos de Saint-Honoré. El convento se alquila entonces a los «Amigos de la Constitución» que toman el nombre de «club de los jacobinos».
El club se cerró en 1794 y los edificios fueron demolidos en 1816.

## Descripción

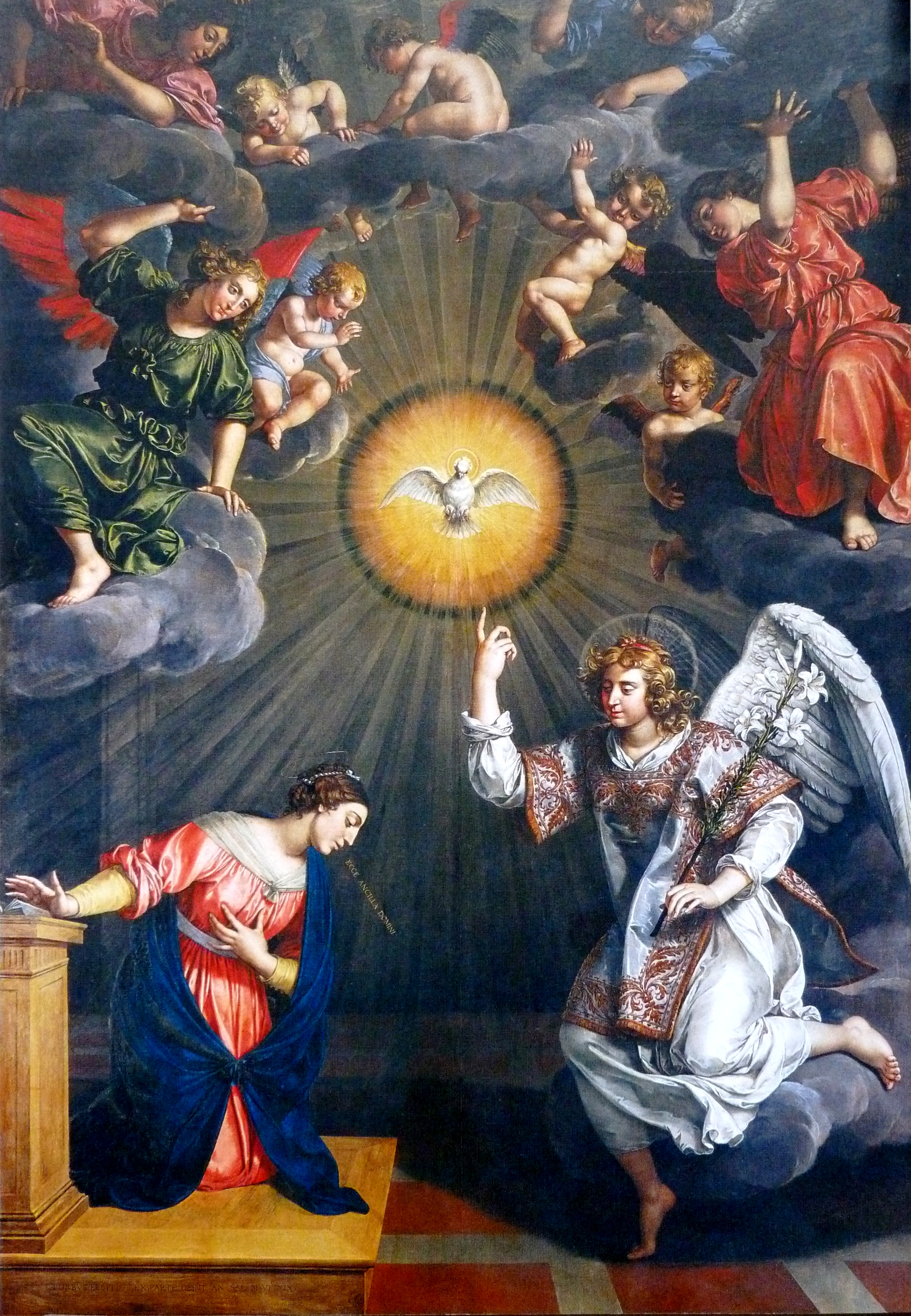
L'Annonciation de Pourbus, que decoraba el altar mayor de la iglesia de los jacobinos

La portada del convento se abría a la calle Saint-Honoré, en el lugar donde empieza la calle del Marché-Saint-Honoré. Era una portada modesta, formada por tres arcadas, que casi ocultaba su existencia entre las edificaciones que la rodeaban. Al otro lado de la puerta se abría un gran patio cuadrado, en cuyo centro se encontraba la iglesia, adosada a los edificios del convento por el ábside.
Los edificios se extendían entre la calle de la Sourdière y la plaza Vendôme. En la calle Saint-Hyacinthe se abría otra entrada.
Estas construcciones eran de una arquitectura extremadamente simple. La iglesia no tenía nada de especial, aparte de varios cuadros de Frans Pourbus (La anunciación) y de Mignard (Ecce Homo y Madre de los Dolores), así como los mausoleos del mariscal de Créquy, obra de Coysevox, y del pintor Mignard, de Jean-Baptiste Lemoyne. También se conservaba una silla que supuestamente había pertenecido a Santo Tomás de Aquino.
El convento poseía un gabinete muy curioso de historia natural, en el que se exhibían los remedios del padre Labat. 

## Elclub de los Jacobinos

### Reuniones en la sala capitular
La «Sociedad de Amigos de la Constitución», antes conocida por el nombre de Club bretón se instaló en la sala capitular tras el traslado de la Asamblea Constituyente de Versalles a París. A los bretones se unieron hombres íntegros, preocupados por ser eficaces en su conducta política, y que deseaban ponerse de acuerdo antes de afrontar la Asamblea Nacional, votar o sancionar las elecciones.
A su alrededor se formó rápidamente un grupo, atraído por el ejemplo de buen uso democrático del poder. Entre ellos, Jérôme Pétion, Antoine Barnave y Constantin François Volney. El círculo se convirtió en un auténtico laboratorio político.

### Reuniones en la biblioteca

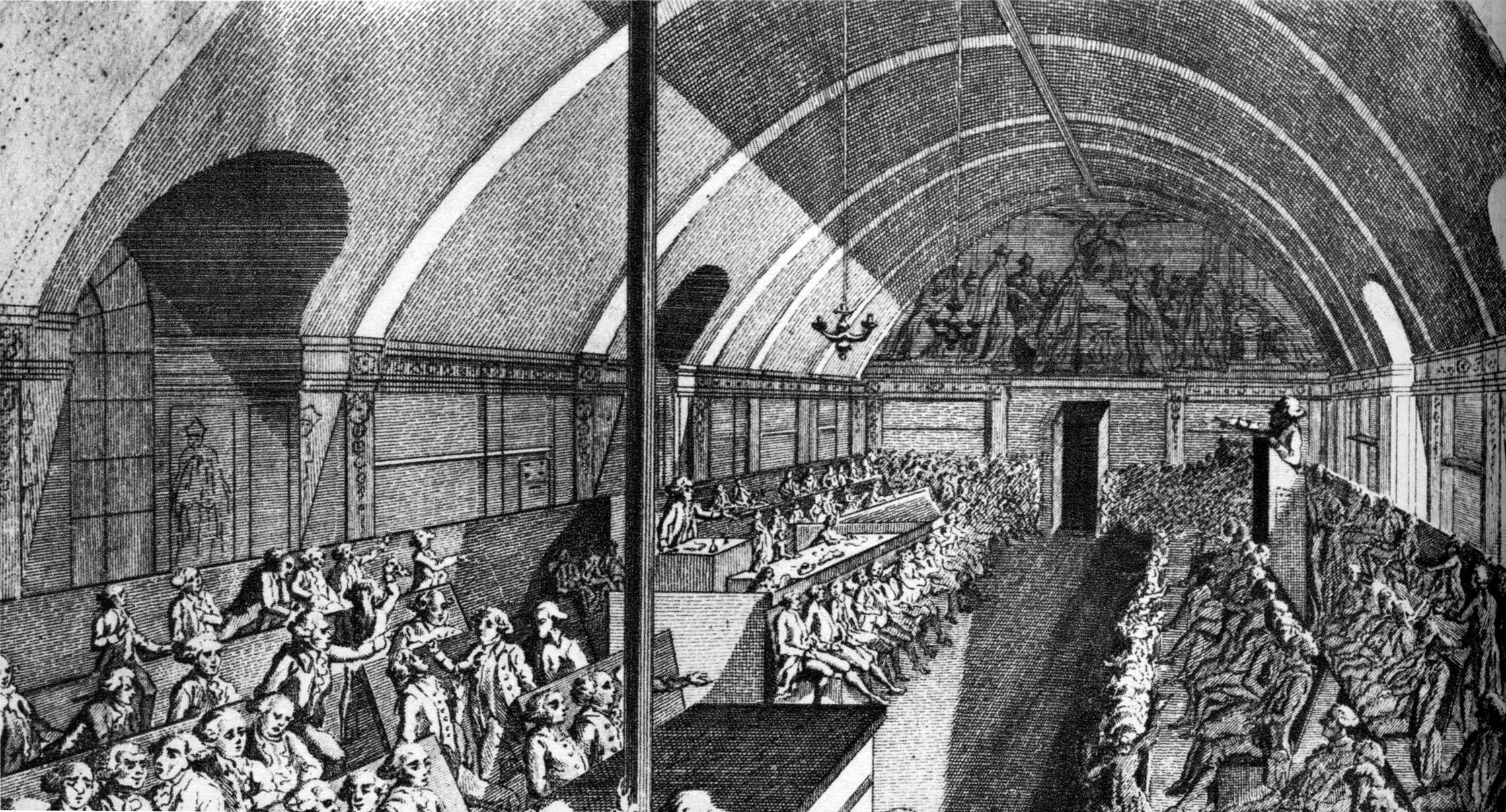
La biblioteca del convento, situada sobre la iglesia, donde en 1791 se instaló el Club de los jacobinos.

El creciente número de sus miembros y una actividad cada vez mayor suponen una asistencia tal que deben trasladarse de la sala capitular a la biblioteca situada sobre la iglesia de los jacobinos. No se cambia la decoración, e incluso se seguirá debatiendo sobre las imágenes religiosas. Se limitan a añadir bancos para los miembros, un pequeño estrado en el centro para el orador y un sillón para el presidente.

### Reuniones en la iglesia
El último cambio es el que dará nombre al club: el 29 de junio de 1791 se trasladan de la biblioteca a la iglesia, y se impone la costumbre de decir «vamos a los jacobinos».

### El laboratorio político
Las reuniones, que al principio se hacían a puerta cerrada, se hicieron públicas a partir de octubre de 1791. Para sus miembros, representaban la ocasión de ensayar sus discursos antes de pronunciarlos ante la asamblea y de examinar sus opciones. También se convierte en un trampolín perfecto para lanzar ideas, caldear las opiniones y preparar las negociaciones más difíciles con el resto de la Asamblea. De la serenidad reflexiva de sus comienzos, se pasa a la pasión con todos sus riesgos, entre ellos el de realizar una política de efectos, de fuerza. El convento de los jacobinos se convierte en uno de los polos de la vida revolucionaria, centro de los arranques más sonoros de sus miembros, que se van confundiendo poco a poco con sus excesos.

### Clausura del club
Tras la caída de los jacobinos el 9 de termidor del año II (27 de julio de 1794), haber pertenecido al club se convierte en un inconveniente, cuando antes había sido una gran ventaja.
Tres meses después de la muerte de Robespierre, la sala de los jacobinos es invadida, arrasada y cerrada. En noviembre de 1794 se sella la iglesia.
El 28 de floreal del año III (17 de mayo de 1795), la Convención decreta que «el emplazamiento de lo que hasta ahora han sido los jacobinos, calle Saint-Honoré, se consagrará al establecimiento de un mercado público. Este mercado llevará el nombre de Nuevo Termidor». El asunto se alargó en el tiempo, y hasta 1806 no se abre la calle Marché-Saint-Honoré, cuyo extremo fue ocupado por un mercado, y que actualmente ocupa la plaza Marché-Saint-Honoré.